# Françoise Dürr
Françoise Dürr (* 25. Dezember 1942 in Algier, Algerien) ist eine ehemalige französische Tennisspielerin.

## Karriere
Zwischen 1967 und 1976 gewann sie zwölf Grand-Slam-Titel im Einzel (1), Doppel (7) und Mixed (4). Ihr größter Erfolg im Einzel war der Gewinn der Französischen Tennis-Meisterschaften (heute: French Open) 1967 in Roland Garros. Im selben Jahr gewann sie auch die Internationalen Deutschen Tennismeisterschaften in Hamburg.
Sie stand zudem sechsmal im Doppelfinale von Wimbledon, ein Titelgewinn blieb ihr jedoch verwehrt.
2003 wurde Françoise Dürr in die International Tennis Hall of Fame aufgenommen.

## Abschneiden bei Grand-Slam-Turnieren

### Einzel
| Turnier         | 1963 | 1964 | 1965 | 1966 | 1967 | 1968 | 1969 | 1970 | 1971 | 1972 | 1973 | 1974 | 1975 | 1976 | 1977 | 1978 | 1979 | Karriere |
| --------------- | ---- | ---- | ---- | ---- | ---- | ---- | ---- | ---- | ---- | ---- | ---- | ---- | ---- | ---- | ---- | ---- | ---- | -------- |
| Australian Open | —    | —    | VF   | —    | VF   | —    | AF   | —    | —    | —    | —    | —    | —    | —    | —    | —    | —    | VF       |
| French Open     | —    | —    | —    | —    | S    | AF   | AF   | AF   | VF   | HF   | HF   | —    | —    | —    | —    | —    | —    | S        |
| Wimbledon       | 2    | 2    | AF   | VF   | 3    | VF   | 2    | HF   | VF   | VF   | AF   | 3    | 2    | AF   | 3    | 3    | 2    | HF       |
| US Open         | —    | —    | —    | —    | —    | AF   | AF   | VF   | AF   | AF   | 1    | 2    | 2    | AF   | 1    | —    | 1    | VF       |

Zeichenerklärung: S = Turniersieg; F, HF, VF, AF = Einzug ins Finale / Halbfinale / Viertelfinale / Achtelfinale; 1, 2, 3 = Ausscheiden in der 1. / 2. / 3. Hauptrunde; Q1, Q2, Q3 = Ausscheiden in der 1. / 2. / 3. Runde der Qualifikation; n. a. = nicht ausgetragen

### Doppel
| Turnier         | 1965 | 1966 | 1967 | 1968 | 1969 | 1970 | 1971 | 1972 | 1973 | 1974 | 1975 | 1976 | 1977 | 1978 | 1979 | 1980 | 1981 | 1982 | 1983 | 1984 | Karriere |
| --------------- | ---- | ---- | ---- | ---- | ---- | ---- | ---- | ---- | ---- | ---- | ---- | ---- | ---- | ---- | ---- | ---- | ---- | ---- | ---- | ---- | -------- |
| Australian Open | VF   | —    | VF   | —    | HF   | —    | —    | —    | —    | —    | —    | —    | —    | —    | —    | —    | —    | —    | —    | —    | HF       |
| French Open     | —    | —    | S    | S    | S    | S    | S    | HF   | F    | —    | —    | —    | —    | —    | F    | 2    | 2    | —    | —    | 2    | S        |
| Wimbledon       | —    | —    | —    | F    | AF   | F    | HF   | F    | F    | VF   | F    | VF   | HF   | HF   | HF   | —    | —    | —    | —    | —    | F        |
| US Open         | —    | —    | —    | HF   | S    | HF   | F    | S    | VF   | F    | HF   | VF   | VF   | HF   | 1    | —    | —    | —    | —    | —    | S        |